# Timothé Cognat
Timothé Cognat (* 25. Januar 1998 in Arnas) ist ein französischer Fußballspieler, der als Mittelfeldspieler beim Servette FC in der Schweizer Super League spielt.

## Karriere

### Verein
Cognat begann seine fußballerische Karriere in einem kleinen Verein nahe seinem Geburtsort Arnas. Dort wurde sein Talent schnell entdeckt und er wechselte in die Jugendabteilung des FC Villefranche. Dort verweilte er fünf Jahre, ehe er zu Olympique Lyon in die U19 wechselte. Auch dort entdeckte man sein Talent schnell und er machte einige Spiele für die UEFA U19-Auswahl von Olympique. Für die erste Mannschaft machte er jedoch nie ein Spiel. Am 1. Juli 2018 bekam er einen Profivertrag bei Lyon. Jedoch nur einen Tag später wurde er an den Servette FC verliehen, wo er sein Profidebüt am 21. Juli 2018 gegen die BSC Young Boys gab (1:1). In dieser Saison verpasste er nur ein einziges Spiel aufgrund einer Gelbsperre. Sonst machte er 35 Spiele und zwei Tore in der Schweizer Challenge League. Am Ende der Saison stieg Servette auf und Cognat wurde fest verpflichtet. Auch in der Super League war er Stammspieler und verpasste aufgrund einer Verletzung nur drei Spiele. Bis zur Corona-Pandemie stand er in 20 Ligaspielen auf dem Platz. Nach dem Re-Start kam er wieder gut in den Spielbetrieb herein und schoss direkt zwei Tore. Ende Mai 2021 verlängerte er seinen Vertrag bis Juni 2024. Am 22. Juli 2021 debütierte er international in der Conference-League-Qualifikation in der Startelf gegen den Molde FK. In der gesamten Saison 2021/22 spielte er 34 Mal im Dress der Genfer und schoss fünf Tore.

### Nationalmannschaft
In der Nationalmannschaft spielte Cognat bislang bei der U-16-, U-17-, U-18- und U-19-Auswahl Frankreichs. Insgesamt spielte er 29 Mal und schoss fünf Tore für die Auswahlen von Les Bleus. Mit der U-17-Auswahl gewann er 2015 die Europameisterschaft.

## Erfolge
- U-17-Europameister: 2015